# Der lange Ritt zur Schule
Der lange Ritt zur Schule ist ein 1982 in der DDR uraufgeführter Kinderfilm. Unter der Regie von Rolf Losansky entstand er als eine Westernkomödie, welche diverse DEFA-Indianerfilme parodiert. Er basiert auf einer Erzählung von Gerhard Holtz-Baumert.

## Handlung
Alex ist ein aufgeweckter, aber verträumter Junge. Bei einer Schulversammlung wird er vom Direktor dafür gerügt, dass er öfter zu spät gekommen ist. Seine sportlichen Leistungen werden nicht erwähnt, was ihn natürlich ärgert. Lediglich sein Sportlehrer setzt alle Hoffnungen auf ihn, da Alex beim nächsten Sportfest eine große Medaillenhoffnung für die Schule ist. Seine „Feinde“ sind dabei die Schüler einer anderen Schule, die in sportlicher Konkurrenz zu seiner Lehranstalt stehen.
Alex macht sich am nächsten Tag zusammen mit seiner Freundin Maren auf den Weg zur Schule. Er fährt zwar jeden Morgen pünktlich los, doch es gibt schließlich so viel zu sehen auf dem Weg zur Schule. Da wäre zum Beispiel der Pferde-Krüger. Ein netter alter Mann, der mit seinem alten Pferd unterwegs ist und mit dem Pferdewagen kleinere Fuhren erledigt. Und dann diese Schüler der anderen Schule, die ihm die Medaillen streitig machen. Und so entwickelt sich in Alex’ Phantasie daraus eine Geschichte. Sein Fahrrad wird zu einem wilden Mustang, auf dem er reitet. Die Bösen wollen das Gold (die Medaillen) stehlen. Unterstützt wird Alex dabei von seinem indianischen Blutsbruder Roter Milan.
Am Ende gelingt es ihm, die Bösen zu stellen und das Gold wiederzubekommen. Nur zur Schule kommt er dabei wieder zu spät.

## Besonderheiten
- Der Film wurde in Bad Belzig und hauptsächlich in der Lutherstadt Wittenberg gedreht. Von letzterer sind unter anderem die Schlosskirche, die Stadtkirche sowie der historische Marktplatz zu sehen. Als Schule diente das heutige „Haus A“ des Luther-Melanchthon-Gymnasiums in der Lutherstraße. Außerdem wurde an der Teufelsmauer im Harz gedreht.
- Kurze Szenen sind auch in Halle (Saale) gedreht, man sieht in einem Ausschnitt die Marktkirche von Halle.
- Einzelne Szenen am Anfang wurden in Potsdam unweit des DEFA-Geländes gedreht. Zu erkennen sind die Plattenbauten und Garagen am Hans-Gerade-Ring.
- Gojko Mitić parodiert in diesem Film die Rolle des Indianers, mit der er in den DEFA-Indianerfilmen berühmt geworden ist.
- Der Film spielt in zwei Ebenen; der „Realität“ im Film und die Fantasiewelt von Alex, die zunehmend mehr Gestalt annimmt, aber stets auch wieder zur „Realität“ zurückführt, denn die Handlungen in der Fantasie finden sich auch entsprechend in der „Realität“ wieder.

## Kritik
„Fantasievoll erzähltes modernes Märchen, dessen ‚Sprünge‘ zwischen Traum und Wirklichkeit sich nie verbrauchen und das unaufdringlich Medienverhalten hinterfragt.“

## Literarische Vorlage
- Gerhard Holtz-Baumert: Der lange Ritt zur Schule. In: Die Katze sitzt im Fliederbaum. Ein Jahrbuch für Kinder. Herausgegeben von Hilga Cwojdrak und Katrin Pieper, Kinderbuchverlag Berlin 1977